# Анна Софія Ревентлов
Анна Софія Ревентлов (дан. Anna Sophie Reventlow; нар. 16 квітня 1693 — пом. 7 січня 1743) — королева-консорт Данії та Норвегії у 1721—1730 роках, уроджена графиня Ревентлов, донька канцлера Данії Конрада Ревентлов та Софії Амалії Ган, дружина короля Данії та Норвегії Фредеріка IV.

## Біографія

### Дитинство та юність
Анна Софія Ревентлов з'явилась на світ 16 квітня 1693 року у шато Клаусхольм в Данії. Вона була десятою дитиною та молодшою донькою в родині таємного радника данського двору, графа Конрада Ревентлов, та його другої дружини Софії Амалії фон Ган.
Коли їй було шість, батька призначили канцлером країни. На цій посаді він залишався до самої смерті у 1708 році.
1711-го королівський двір переїхав до Коллінгу, подалі від епідемії чуми, що охопила Копенгаген. Там, у палаці Кольдінгхус, на одному з маскарадних балів, Анну Софію побачив король Данії Фредерік IV і закохався у неї. Матір дівчини була категорично проти того, щоб донька стала коханкою короля і замкнула її в батьківському будинку.

### Шлюб із королем
26 червня 1712 король викрав 19-річну Анну Софію з Клаусхольму і таємно побрався з нею у каплиці замку Скандерборг. Тоді ж він дарував їй титул графині Шлезвігської. Після дводенного перебування у замку пара відправилася до старовинного маєтку Боллер, поблизу Хорсенса, що належав камергеру Крістіану Фрісу.
Анну Софію описували як прекрасну, живу жінку із чорними вогняними очима. В родинній традиції вона предстає великодушною, гордою та примхливою.
Фредеріку на той час виповнилося 40 років. Він був офіційно одруженим із Луїзою Мекленбург-Гюстровською, маючи із нею двох дітей. До 1704 він одночасно був одружений із Єлизаветою Оленою фон Вірег, також будучи двоєженцем.
1713 Фредерік IV дарував Анні Софії замок Валло як ленне володіння. Також вона отримала власний будинок у Копенгагені, поблизу королівського замку, та утримання.
1718 король придбав Клаусхольм, сподіваючись на благовоління матері Анни Софії, яка, лютуючи, припинила стосунки із двором.
15 березня 1721 померла королева Луїза. 3 квітня її поховали в Роскілльському соборі.

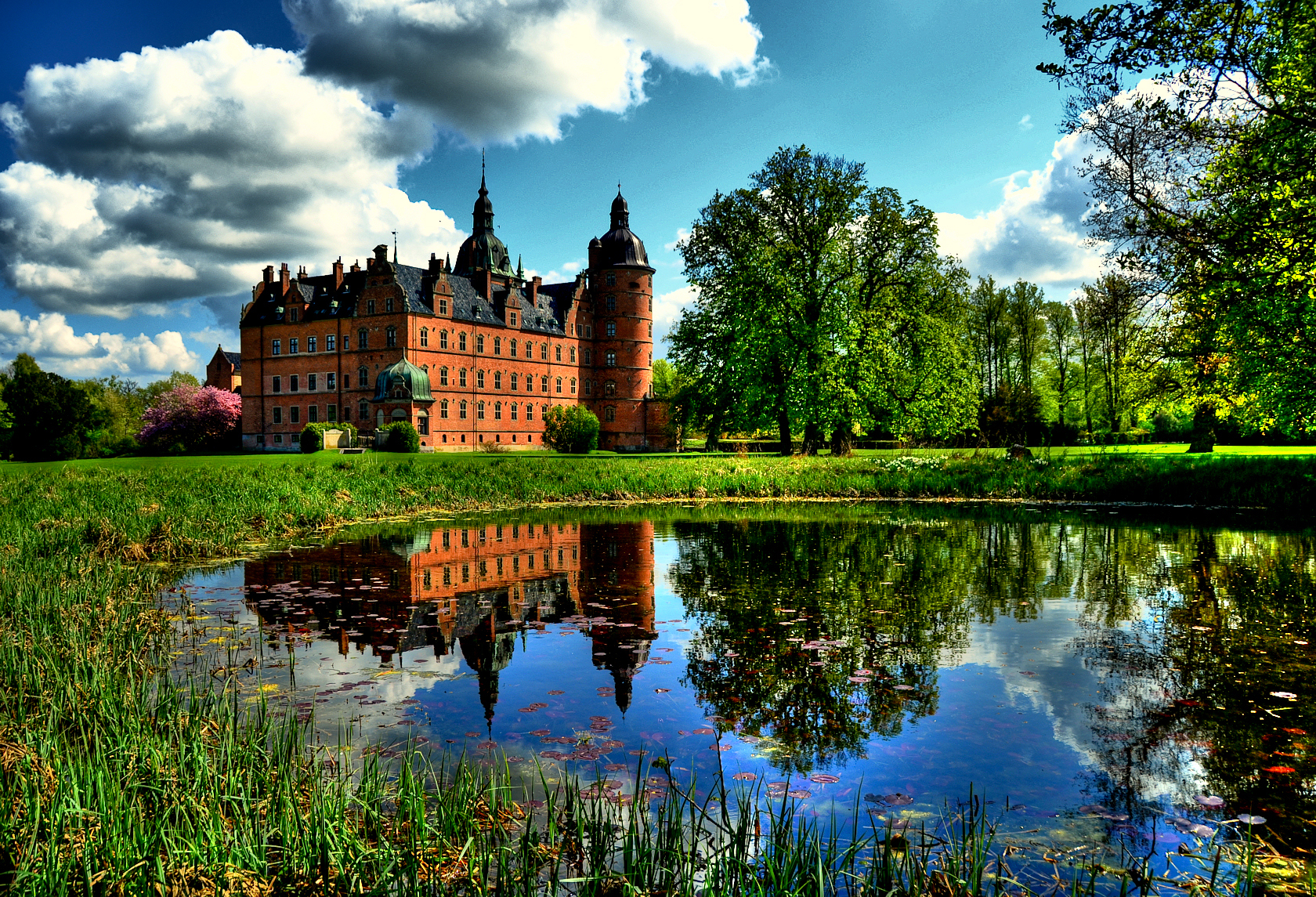
Замок Валло

4 квітня відбулася ще одна церемонія вінчання Фредеріка IV та Анни Софії. Проводив її той же канонік Томас Клаузен. Король відмовився визнати шлюб морганатичним. Дворянством та іноземними правителями це було розцінено як скандальний вчинок.
У травні Анна Софія була коронована та урочисто в'їхала до Фредеріксборзького замку.
Кронпринц Крістіан ненавидів мачуху, оскільки був дуже прив'язаний до рідної матері. Дівер Анни Софії, Карл Данський, та зовиця Софія Ядвіґа залишили копенгагенський двір на знак протесту проти її коронації. Падчірка ж Шарлотта Амалія ставилася до неї з добротою.
1724 королівське подружжя та Шарлотта Амалія втрьох подорожували за кордоном.
1725 Фредерік IV склав заповіт, в якому гарантував права Анни Софії після його смерті, та змусив свого сина його підписати.
Родичі нової королеви отримали високі посади. В народі їх було прозвано «банда Ревентлов». Анну Софію звинувачували у кумовстві. Однак, невідомо чи використовувала вона їх для політичного впливу. Її рекомендації та заступництво мали велику роль для всіх, хто приходив звертатися до короля. Через пожертви королеви для удовиць та бідних, її називали «Захисницею бідних верств».
За весь час шлюбу у подружжя народилося від шести до десяти дітей. Жоден з них не дожив до двох років. Смерть дітей ще більше зблизила пару. Обидва ставали все більш релігійними з ухилом в пієтизм. Фредерік працював майже цілодобово. В їх останній рік подружжя мріяло про те, щоб зректися трону та оселитися в палаці Фреденсборг.

### Останні роки

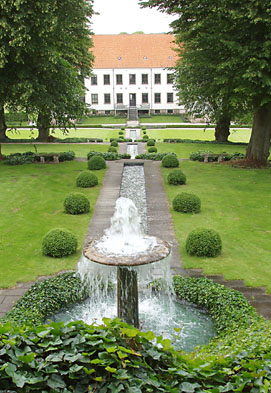
Бароковий сад у Клаусхольмі

12 жовтня 1730 Фредерік IV пішов з життя. Анна Софія важко переживала втрату чоловіка. Інколи, вона днями плакала, не даючи собі спокою.
Крbстіан, ставши королем, позбавив мачуху королівських привілеїв та відправив у вигнання до Клаусхольму. Натомість, Анна Софія отримала одноразову допомогу у розмірі 100 000 ригсдалерів та річний дохід у 25 000. Вдовіюча королева мала свій двір у 60 осіб, залишати замок їй не дозволялося. Там вона стала брати участь в селянському житті та прикрашати маєток садами та алеями. Також займалася своїми птахами та читанням.
1732 Анна Софія оздобила церкву Клаусхольму.
Останній час вона провела в смутку, стаючи все більш релігійною. Померла у віці 49 років 7 січня 1743 у Клаусхольмі. Після її смерті Кристіан VI дав дозвіл на громадську жалобу та поховання в соборі Роскілле, неподалік від чоловіка, придбавши для цього окрему капличку.

## Родина

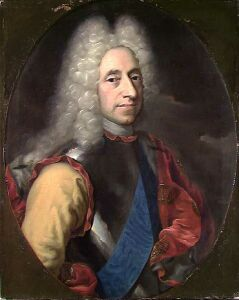
Фредерік IV

Чоловік — Фредерік IV, король Данії
Діти:
- Фредеріка Софія
- Фредеріка Конрадіна[12]
- Крістіна Амалія (1723—1724) — померла у ранньому віці;
- Фредерік Крістіан (1726—1727) — помер у ранньому віці;
- Карл (1728—1729) — помер у ранньому віці.